# East Butler
East Butler is een plaats (borough) in de Amerikaanse staat Pennsylvania, en valt bestuurlijk gezien onder Butler County.

## Demografie
Bij de volkstelling in 2000 werd het aantal inwoners vastgesteld op 679. In 2006 is het aantal inwoners door het United States Census Bureau geschat op 651, een daling van 28 (-4,1%).

## Geografie
Volgens het United States Census Bureau beslaat de plaats een oppervlakte van 2,7 km², geheel bestaande uit land. East Butler ligt op ongeveer 433 m boven zeeniveau.

## Plaatsen in de nabije omgeving
De onderstaande figuur toont nabijgelegen plaatsen in een straal van 12 km rond East Butler.